# NGC 2755
NGC 2755 је спирална галаксија у сазвежђу Рис која се налази на NGC листи објеката дубоког неба.
Деклинација објекта је + 41° 42' 31" а ректасцензија 9h 7m 58,3s. Привидна величина (магнитуда) објекта NGC 2755 износи 13,4 а фотографска магнитуда 14,2. NGC 2755 је још познат и под ознакама UGC 4789, MCG 7-19-34, CGCG 209-30, IRAS 09047+4154, PGC 25670.